# Lista över fornlämningar i Båstads kommun (Båstad)
Lista över fornlämningar i Båstads kommun (Båstad) är en förteckning av ett urval av de fornlämningar som finns i Båstad i Båstads kommun.
| Namn                         | Lämningstyp                 | Tillkomsttid | Historisk indelning | Plats | Läge                 | ID-nr          | Bild                                 |
| ---------------------------- | --------------------------- | ------------ | ------------------- | ----- | -------------------- | -------------- | ------------------------------------ |
| Norre hög (Båstad 1:1)       | Hög                         |              | Båstad, Skåne       |       | 56.427438, 12.828328 | 10103300010001 | Ladda upp en bild av detta fornminne |
| Norre hög (Båstad 1:2)       | Hög                         |              | Båstad, Skåne       |       | 56.428011, 12.827791 | 10103300010002 | Ladda upp en bild av detta fornminne |
| Norre hög (Båstad 1:3)       | Hög                         |              | Båstad, Skåne       |       | 56.428057, 12.828058 | 10103300010003 | Ladda upp en bild av detta fornminne |
| Norre hög (Båstad 1:5)       | Stensättning                |              | Båstad, Skåne       |       | 56.428198, 12.828320 | 10103300010005 | Ladda upp en bild av detta fornminne |
| Båstad 2:1                   | Hög                         |              | Båstad, Skåne       |       | 56.425767, 12.827503 | 10103300020001 | Ladda upp en bild av detta fornminne |
| Båstad 2:2                   | Hög                         |              | Båstad, Skåne       |       | 56.425881, 12.827514 | 10103300020002 | Ladda upp en bild av detta fornminne |
| Båstad 4:1                   | Hällristning                |              | Båstad, Skåne       |       | 56.426261, 12.823929 | 10103300040001 | Ladda upp en bild av detta fornminne |
| Båstad 5:1                   | Hällristning                |              | Båstad, Skåne       |       | 56.428107, 12.833625 | 10103300050001 | Ladda upp en bild av detta fornminne |
| Råhögen (Båstad 6:1)         | Hög                         |              | Båstad, Skåne       |       | 56.425483, 12.834662 | 10103300060001 | Ladda upp en bild av detta fornminne |
| Klinkehög (Båstad 7:1)       | Hög                         |              | Båstad, Skåne       |       | 56.427656, 12.846958 | 10103300070001 | Ladda upp en bild av detta fornminne |
| Båstad 9:1                   | Hög                         |              | Båstad, Skåne       |       | 56.413638, 12.843280 | 10103300090001 | Ladda upp en bild av detta fornminne |
| Båstad 9:2                   | Stensättning                |              | Båstad, Skåne       |       | 56.413609, 12.842430 | 10103300090002 | Ladda upp en bild av detta fornminne |
| Båstad 10:1                  | Hög                         |              | Båstad, Skåne       |       | 56.415583, 12.847624 | 10103300100001 | Ladda upp en bild av detta fornminne |
| Båstad 11:1                  | Hög                         |              | Båstad, Skåne       |       | 56.416476, 12.845538 | 10103300110001 | Ladda upp en bild av detta fornminne |
| Båstad 12:1                  | Hög                         |              | Båstad, Skåne       |       | 56.417439, 12.845424 | 10103300120001 | Ladda upp en bild av detta fornminne |
| Båstad 12:2                  | Hög                         |              | Båstad, Skåne       |       | 56.417331, 12.845675 | 10103300120002 | Ladda upp en bild av detta fornminne |
| Båstad 15:1                  | Hög                         |              | Båstad, Skåne       |       | 56.428974, 12.862861 | 10103300150001 | Ladda upp en bild av detta fornminne |
| Tallhögen (Båstad 16:1)      | Hög                         |              | Båstad, Skåne       |       | 56.428465, 12.860504 | 10103300160001 | Ladda upp en bild av detta fornminne |
| Båstad 19:1                  | Gravfält                    |              | Båstad, Skåne       |       | 56.429976, 12.866390 | 10103300190001 | Ladda upp en bild av detta fornminne |
| Galtens stenar (Båstad 20:1) | Grav markerad av sten/block |              | Båstad, Skåne       |       | 56.424492, 12.857671 | 10103300200001 | Ladda upp en bild av detta fornminne |
| Galtens stenar (Båstad 20:2) | Grav markerad av sten/block |              | Båstad, Skåne       |       | 56.424426, 12.857773 | 10103300200002 | Ladda upp en bild av detta fornminne |
| Båstad 21:1                  | Hög                         |              | Båstad, Skåne       |       | 56.418598, 12.857966 | 10103300210001 | Ladda upp en bild av detta fornminne |
| Båstad 21:2                  | Hög                         |              | Båstad, Skåne       |       | 56.418403, 12.857848 | 10103300210002 | Ladda upp en bild av detta fornminne |
| Båstad 28:1                  | Hög                         |              | Båstad, Skåne       |       | 56.428532, 12.823225 | 10103300280001 | Ladda upp en bild av detta fornminne |
| Båstad 39:1                  | Fästning/skans              |              | Båstad, Skåne       |       | 56.435231, 12.840274 | 10103300390001 | Ladda upp en bild av detta fornminne |
| Båstad 46:1                  | Hällristning                |              | Båstad, Skåne       |       | 56.421171, 12.832214 | 10103300460001 | Ladda upp en bild av detta fornminne |
| Pershög (Båstad 50:1)        | Hög                         |              | Båstad, Skåne       |       | 56.430205, 12.832958 | 10103300500001 | Ladda upp en bild av detta fornminne |
| Grävlingehögen (Båstad 51:1) | Hög                         |              | Båstad, Skåne       |       | 56.422854, 12.826743 | 10103300510001 | Ladda upp en bild av detta fornminne |
| Båstad 53:1                  | Hög                         |              | Båstad, Skåne       |       | 56.422034, 12.868058 | 10103300530001 | Ladda upp en bild av detta fornminne |
| Båstad 53:2                  | Hög                         |              | Båstad, Skåne       |       | 56.422016, 12.867534 | 10103300530002 | Ladda upp en bild av detta fornminne |
| Båstad 54:1                  | Hög                         |              | Båstad, Skåne       |       | 56.421505, 12.866214 | 10103300540001 | Ladda upp en bild av detta fornminne |
| Västra Karup 242:1           | Hög                         |              | Båstad, Skåne       |       | 56.415439, 12.833102 | 10114802420001 | Ladda upp en bild av detta fornminne |
| Västra Karup 242:2           | Hög                         |              | Båstad, Skåne       |       | 56.415244, 12.833057 | 10114802420002 | Ladda upp en bild av detta fornminne |